# David Charrieras
David Charrieras est un footballeur professionnel français né le 24 mars 1976 à Brive-la-Gaillarde. Il évoluait au poste de défenseur latéral gauche.

## Biographie
David Charrieras joue principalement en faveur de l'AS Saint-Étienne et du Mans.
Au total, il dispute 148 matchs en Division 2 et inscrit 10 buts dans ce championnat.

## Carrière
- 1996-déc. 1998 :  AS Saint-Étienne
- janv. 1999-1999 :  SM Caen
- 1999-2002 :  Le Mans UC
- 2002-2004 :  FC Rouen[1]

## Palmarès
- Champion de France de D2 en 1999 avec l'AS Saint-Etienne